# Список переименованных населённых пунктов Волгоградской области
В данном списке приведены населённые пункты, расположенные согласно современному административно-территориальному делению в Волгоградской области России, название которых изменялось.

## Б
- Самодуровский → Белогорский (сельский населённый пункт)[1]
- Лиходеевка → Берёзовка (сельский населённый пункт)[2]
- Подпесочный → Буденновский (сельский населённый пункт)[3]

## В
- Объедков → Весёлый (сельский населённый пункт)[4]
- Грязнуха → Вишнёвое (сельский населённый пункт)[5]
- Царицын (1555) → Сталинград (1925) → Волгоград (1961)[6]

## К
- Молчановка → Калинино (сельский населённый пункт)[7]
- Вчерашние Щи → Калиновка (сельский населённый пункт)[8]
- Зубриловский → Киквидзе (сельский населённый пункт)[9]
- Генеральский → Красноармейский (сельский населённый пункт)[8]

## Л
- Пришиб → Ленинск (1919, город)[10]

## М
- Крутая → Максима Горького (сельский населённый пункт)[11]

## Н
- Грязное → Новороссийское (сельский населённый пункт)[5]

## О
- Жутово → Октябрьский (сельский населённый пункт)[9]
- Кругляково → Октябрьский (сельский населённый пункт)[11]

## П
- Могруновский → Первомайский (сельский населённый пункт)[7]
- Троицкое → Политотдельское (сельский населённый пункт)[12]
- Преображенская → Киквидзе (1936, посёлок городского типа) → Преображенская (1998, станица)[13]
- Пролейка → Луговая Пролейка (начало XX века) → Приморск (1961, посёлок городского типа)[14]
- Зимовейская → Пугачёвская (сельский населённый пункт)[9]

## Р
- Нахаловка → Родинская (сельский населённый пункт)[7]

## С
- Усть-Медведицкая → Серафимович (1933, город)[15]
- Кривая Музга → Советский (сельский населённый пункт)[11]
- Голодаевка → Старый Сад (сельский населённый пункт)[5]

## Т
- Ветлочки → Трудолюбие (сельский населённый пункт)[8]

## Источник
- Е. М. Поспелов. Имена городов: вчера и сегодня (1917—1992): Топонимический словарь. — Москва: Русские словари, 1993. — 249 с.